# Grand épagneul de Münster
Pour les articles homonymes, voir Épagneul de Münster.
Le grand épagneul de Münster ou grand münsterländer est une race de chiens originaire d'Allemagne. Cet épagneul de taille moyenne possède une robe noir et blanc. La race est issue du chien d'arrêt allemand à poil long (langhaar).

## Historique
Les origines du grand épagneul de Münster remontent aux chiens d'oysel panachés du Moyen Âge, dressés pour la  fauconnerie. L'élevage méthodique de ce chien d'arrêt allemand a commencé vers la fin du XIXe siècle dans la ville de Münster. Des setters Gordon ont pu être utilisés pour la sélection de la race. Au début du XXe siècle, le club allemand du langhaar décide de supprimer du standard tous les chiens noirs et blancs. La lutte pour la conservation de cette lignée, se basant sur les excellents résultats de chasse, a conduit à la création de cette nouvelle race.
La sélection du grand épagneul de Münster a été distincte de celle du petit épagneul de Münster, bien qu'il partage la même origine géographique et l'utilisation du langhaar.

## Standards

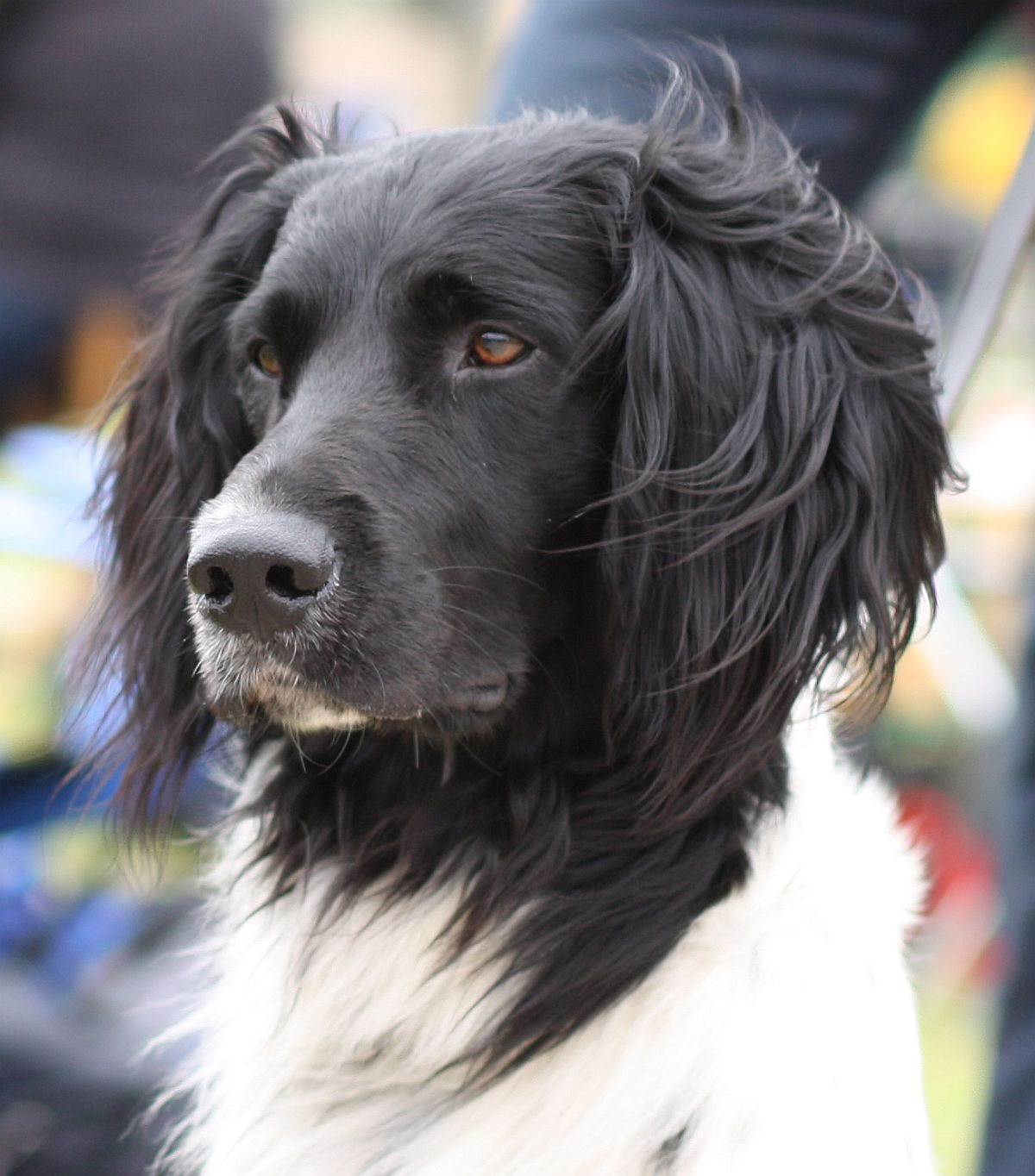
Portrait d'un grand épagneul de Münster.

Le grand épagneul de Münster est un épagneul à l'aspect puissant et musclé, avec des lignes pures. La longueur et la hauteur de son corps sont idéalement égales, bien que parfois sa longueur peut être d'environ 2 cm plus grande que sa hauteur. La queue est portée horizontalement ou légèrement plus haut. La tête est allongée avec la musculature de la région maxillaire inférieure fortement développée. Le stop est peu marqué. Les yeux sont de couleur foncée. Les larges oreilles tombent bien accolées au crâne, l'extrémité de l'oreille est arrondie
Le poil long et dense est lisse, ni bouclé ni écarté. Le poil forme des franges sur la face postérieure des membres antérieurs et postérieurs, sur la queue et sur les oreilles. La robe est blanche avec des plages et mouchetures noires ou grisonné. La tête est noire, éventuellement avec une petite tache ou une ligne blanche.

## Caractère et comportement
Le standard FCI décrit le grand épagneul de Münster comme un chien docile avec une grande faculté d'assimilation, vif sans être nerveux. C'est un chien de compagnie agréable, qui peut s'adapter à la vie en ville à condition de disposer de longues promenades quotidiennes.

## Utilité
Le grand épagneul de Münster est un chien d'arrêt polyvalent. La quête est ample tout en restant méticuleuse, l'arrêt est ferme, le flair subtil. Il est capable de travailler sur tous terrains et par n’importe quel temps. Le port de tête moyen fait de lui un spécialiste de la recherche du gibier blessé, en plaine et sous-bois. La race est réputée pour son travail après le coup de feu de rapport du gibier.